# Murcijský region
Murcijský region, plným názvem Autonomní společenství Region Murcie (španělsky Comunidad Autónoma de la Región de Murcia), je jedno ze 17 autonomních společenství na jihovýchodě Španělska při pobřeží Středozemního moře. Metropolí regionu je Murcia, podle níž je pojmenován také region.
Autonomní společenství je, na rozdíl od většiny autonomních společenství, tvořeno jedinou provincií. Ve městě Murcii sídlí regionální vláda, zatímco parlament sídlí v Cartageně. Autonomní společenství se dále člení na obce.

## Symboly

### Vlajka
Murcijská vlajka je tvořena karmínovým listem o poměru stran 2:3 se čtyřmi hrady s cimbuřím v horním rohu (ve dvou řadách: 2 + 2) a se sedmi korunkami v dolním cípu (ve čtyřech řadách: 1 + 3 + 2 + 1).

## Geografie
Murcijská oblast sousedí s Andalusií (provincie Almería a Granada); Kastilií – La Manchou (provincie Albacete); Valencijským společenstvím (provincie Alicante); a se Středozemním mořem. Nejvyšší horou je Revolcadores (2015 m).